# Панченко, Елена Андреевна
Елена Андреевна Панченко (род. 1915, село Камышеваха, теперь Попаснянского района Луганской области — ?) — советская деятельница сельского хозяйства, бригадир свиноводческой фермы совхоза «Забойщик» Попаснянского района Ворошиловградской области, новатор сельскохозяйственного производства, Герой Социалистического Труда (22.10.1949). Депутат Верховного Совета УССР 3-го созыва.

## Биография
Родилась в крестьянской семье.
Трудовую деятельность начала в 1930-х годах в свиноводческом совхозе «Забойщик» поселка Камышеваха Попаснянского района Ворошиловградской области, где проработала свинаркой, бригадиром свиноводческой фермы много лет.
В 1948 году вырастила за год от 42-х свиноматок по 25 поросят в среднем на свиноматку, при среднем живом весе поросенка в 2-х месячном возрасте 15,2 килограмма. За достигнутые успехи в получении высокой продуктивности животноводства была удостоена звания Героя Социалистического Труда.
Потом — на пенсии в поселке Камышеваха Попаснянского района Луганской области.

## Награды
- Герой Социалистического Труда (22.10.1949)
- два ордена Ленина (1948, 22.10.1949)
- медали